# Flausino Vale
Flausino Vale, eigentlich Flausino Rodrigues Valle, (* 6. Januar 1894 in Barbacena; † 4. April 1954 in Belo Horizonte) war ein brasilianischer Violinist, Komponist und Musikpädagoge. Von Heitor Villa-Lobos wurde er als der Brasilianische Paganini charakterisiert. Große Violinisten wie Jascha Heifetz, Isaac Stern, Zino Francescatti und Itzhak Perlman integrierten Stücke von Flausino Vale in ihr Repertoire.

## Leben und Werk
Flausino Vale wurde 1894 in Barbacena im brasilianischen Bundesstaat Minas Gerais geboren. Im Alter von zehn Jahren begann er bei einem Onkel mütterlicherseits das Geigenspiel zu erlernen. Er begann mit Geigenstudien von Pierre Gaviniès und war bereits vier Jahre später in der Lage, die 24 Capriccios Niccolò Paganinis auf hohem künstlerischen Niveau darzubieten.
1912 zog er studienhalber nach Belo Horizonte. Er begann hier ein Jurastudium. In seiner studienfreien Zeit spielte er auf Partys, Hochzeiten und in Stummfilmorchestern Violine. Er schloss sein Studium ab, arbeitete als Anwalt und wirkte als Professor für Musikgeschichte am 1924 neu gegründeten Conservatório Mineiro de Música.
Vale trat als Violinist in Solokonzerten und als Orchestersolist auf. In den 1930er und 1940er Jahren war er oft in Konzerten von Radiosendern in Belo Horizonte und Rio de Janeiro zu hören.
Als Hochschullehrer erwarb er sich einen guten Ruf als Fachmann für die brasilianische Volksmusik. Er veröffentlichte Artikel in Fachzeitschriften wie Ariel, Revista Brasileira de Música, Ilustração musical, Resenha musical und Acaiaca. Letztgenannte Zeitschrift war ein Kulturmagazin, das in den 1940er und 1950er Jahren in Belo Horizonte erschien. Zudem veröffentlichte er drei Bücher: Calidoscópio (Gedichte, 1923), Elementos de  folclore  musical  brasileiro (1936) und Músicos  mineiros (1948). Andere Werke wie Ânfora de rimas (Gedichte) sowie A música e as profissões liberais hinterließ er unveröffentlicht.
Als Komponist hinterließ Flausino Vale einige Werke für Violine, Gesang und Flöte, alle mit Klavierbegleitung, fünf Stücke für gemischten Chor, mehr als 50 Arrangements und Transkriptionen für Solovioline und eine durchaus mit den Capriccios Paganinis vergleichbare Sammlung von 26 Präludien. Diese Präludien stellen ein hoch originelles Werk des brasilianischen Geigenrepertoires dar, das traditionelle Technik mit Themen der Volksmusik und einem absolut ungewöhnlichem Gebrauch des Instruments kombiniert. Sein berühmtes Präludium Ao pé da fogueira (Am Lagerfeuer), wurde von Jascha Heifetz in den USA bearbeitet, aufgenommen und oft aufgeführt. Noch heute ist es ein bekanntes Werk im internationalen Violin-Repertoire. Nur wenige wissen allerdings, dass dieses Stück aus der Feder von Flausino Vale stammt.

## Einspielungen
- Jerzy Milewsky: Flausino Vale. (CD mit 21 der Präludien von Flausino Vale) São Paulo: Itaú Cultural/Funarte.
- Cláudio Cruz: Flausino Vale e o violino brasileiro. 2011.